# Dendrocacalia
Dendrocacalia (jap. dendorokakariya) – zbiór opowiadań. Jedno z wczesnych  (1949) dzieł japońskiego pisarza Kōbō Abe.

## Treść
Bohaterem jest Komon-kun (z angielskiego kolega Zwyczajny), postać zwyczajna, o typowym u Abe zagubieniu świadomości. Dopada go dziwna i niebezpieczna przypadłość - w nieoczekiwanych momentach staje się bezsilny i bezwładnie zamienia się w roślinę (opisuje to przez charakterystyczne wywracanie się twarzy na zewnątrz. Odkrywa tę osobliwość niejaki K., jak się później okazuje dyrektor ogrodu botanicznego, który doprowadza do umieszczenia Zwyczajnego w zapewniających bezpieczne roślinie warunkach.

## Interpretacja
K. reprezentuje myślenie naukowo-techniczne, nie widząc niczego dziwnego w transformacjach mężczyzny.
Zwyczajny ukazuje istniejący też w człowieku romantyzm: w poszukiwaniu odpowiedzi sięga do mitologii (nazywa K. Harpią i Boskiej komedii Dantego (skąd wie, że zamiana w roślinę jest karą samobójców).
Autorskim uzasadnieniem całej sytuacji zdaje się sugestia, że Zwyczajny już za życia był jak wegetująca roślina.